# Ryan Key
William Ryan Key (Jacksonville, Florida; 17 de diciembre de 1979) es el cantante, guitarrista y uno de los dos últimos miembros fundadores de la banda pop punk estadounidense, Yellowcard.

## Antes de Yellowcard
Ryan Key creció en Jacksonville, Florida. Empezó a tocar la guitarra a los 13 años y el piano a los 7.
Asistió al colegio Episcopal High School of Jacksonville antes de irse a Douglas Anderson School of the Arts, de la que se graduó y donde conoció a los que luego serían sus compañeros de banda. Luego fue a Florida State University pero se retiró. Durante este tiempo perteneció a la banda Modern Amusement. Luego se mudó a Santa Cruz, California junto con McLintock de Inspection 12 para ser parte de la banda Craig's Brother, pero después de menos de un año regresó a Jacksonville.

## Carrera musical
Después de regresar a Jacksonville, su amigo de la escuela Ben Harper lo invitó a formar parte de la ya formada banda, Yellowcard, como guitarrista y corista. Después que su cantante se retiró, él se volvió el nuevo cantante. Una vez que fue parte de Yellowcard, Ryan los convenció de que para tener éxito debían mudarse a California donde comenzaron a ganar fanes y un poco más de fama.
Su primer disco con Yellowcard fue One for the Kids, de 2001, al que le siguió el multi-platino disco, Ocean Avenue, de 2003, el que hasta ahora ha sido el más exitoso. Después de Ocean Avenue, Ryan y su compañero, Pete Mosely se mudaron a New York para componer Lights and Sounds el que sería su más criticado álbum, por ser más negativo que los anteriores.
Ryan compuso todas las canciones en este nuevo disco excepto Two Weeks from Twenty. Además de ser bastante criticado, Ryan fue culpado por muchos de sus fanes luego de que Ben Harper tuvo que salir de la banda por no estar comprometido.
En 2008, luego de promocionar su último disco, Yellowcard se tomó un descanso indefinido, del que volvieron en 2010, dejando Capitol Records y lanzando bajo Hopeless Records sus dos últimos discos, When You're Through Thinking, Say Yes y Southern Air.
Una característica de Yellowcard fue su gusto por tocar en vivo, han tocado alrededor de 800 shows en tres años. El año 2006 hicieron una gira por Latinoamérica, donde visitaron Argentina, Brasil, Chile y México.
Ha tocado en variados programas de televisión junto con Yellowcard y también participa en los videos musicales en los cuales él en la mayoría, es el protagonista.
Ryan Key participa en la canción Nothing to Lose de Inspection 12. También participó en una presentación en vivo del grupo Craig's Brother, al que perteneció antes de Yellowcard.
Una de sus últimas colaboraciones, fue con Taboo de Black Eyed Peas, en la canción llamada Gotta Get It Now.

## Actuación
En el 2010, actuó en "Moustachette" una película dirigida por el vocalista de Fall Out Boy, Patrick Stump en la que Stump también actúa junto con su compañero de banda Pete Wentz.
Key también tiene un cameo en la película Cloverfield y en la película How To Make Love to a Woman grabando la canción Light Up The Sky.

## Filmografía
| Año  | Película                    | Director      |
| ---- | --------------------------- | ------------- |
| 2010 | Moustachette                | Patrick Stump |
| 2009 | How To Make Love To A Woman | Scott Culver  |

- Datos: Q2467607
- Multimedia: Ryan Key / Q2467607